# Erika S. Rempening

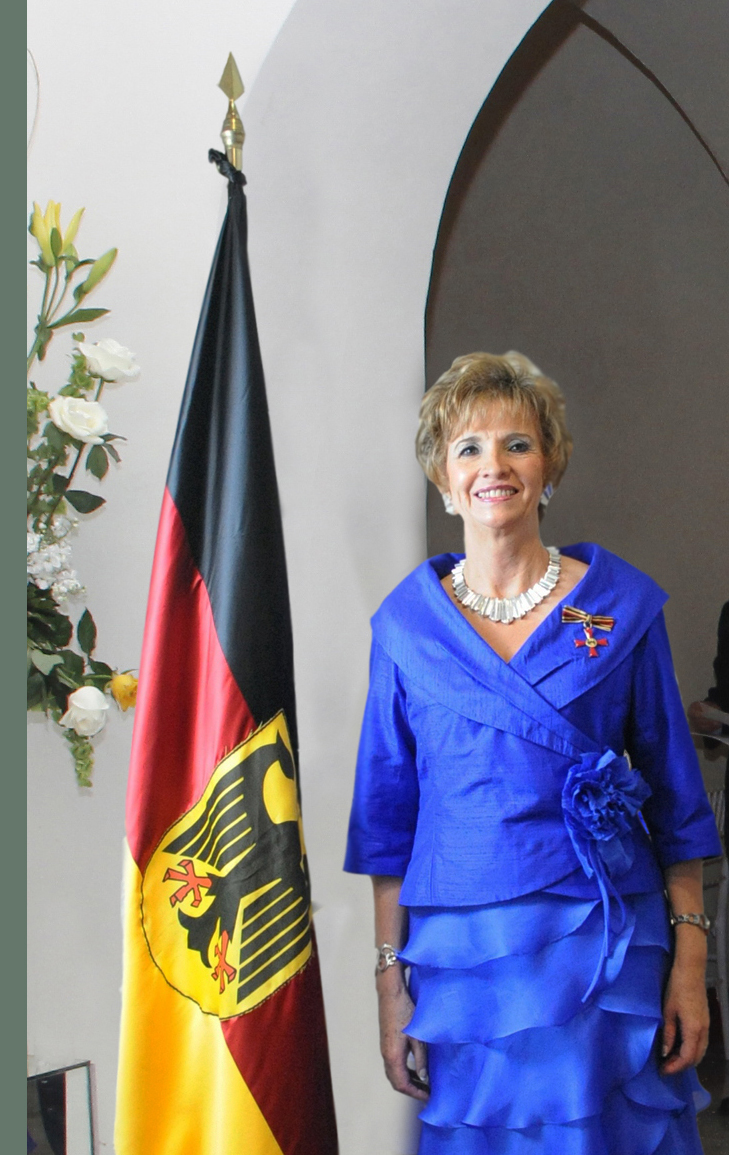
Honorarkonsulin Erika S. Rempening nach der Verleihung des Bundesverdienstkreuzes

Erika Silvia Rempening (* 16. November 1951 in Chihuahua) ist eine mexikanische Kauffrau und Konsulin.

## Werdegang
Rempening erhielt ihre Schulausbildung in Chihuahua sowie in den Vereinigten Staaten und machte ihren Abschluss im Bereich des industriellen Handels. Anschließend war sie in Chihuahua bei einem Cellulosehersteller im kaufmännischen Bereich tätig. Nach ihrer Eheschließung lebte sie mit ihrem Ehemann in Veracruz. 
Von 2004 bis 2019 war sie Honorarkonsulin der Bundesrepublik Deutschland in Chiapas und Veracruz. Im April 2005 wurde sie Präsidentin des Ehrenwerten Konsularischen Corps in Veracruz. Von Mai 2005 bis April 2009 war sie Präsidentin der Asociación Nacional de Cónsules México (ANDECO) und anschließend deren Vizepräsidentin.

## Ehrungen
- 2009: Dienstorden Veracruz
- 2012: Verdienstkreuz am Bande der Bundesrepublik Deutschland[3]